# Bitka na granicama
Bitka na granicama je skupni naziv za seriju manjih bitaka, koje su se na samom početku Prvog svjetskog rata vodile na istočnoj francuskoj granici i u južnoj Belgiji. 
Bitka je dovela do realizacije vojnih strategija generala Joffrea (Plan XVII.) i Helmutha von Moltkea (Aufmarsch II), koje su uređene još prije početka rata. Joffreova taktika bila je defenzivnija u odnosu na onu Moltkeovu. 
Izvorni njemački plan bio je napasti Belgiju i onda doći do Francuske sa sjevera, no odgođen je zbog prodora vojske generala Charlesa Lanrezaca, koji je uz britansku pomoć čekao Nijemce na sjeveru. Ipak, zajedničke britansko-francuske snage nisu uspjele zaustaviti Nijemce, koji su prodrli u sjevernu Francusku. Britanci i Francuzi naknadno su započeli seriju manjih napada s ciljem regrupiranja u Parizu. Njemački prodor je konstantno sabotiran, što je saveznicima omogućilo da povuku svoje trupe u Pariz i uspješno odbiju Nijemce na Marni. 